# Seaside (Oregon)
Seaside è una città degli Stati Uniti d'America situata nell'Oregon, nella Contea di Clatsop.